# حزب کارگران کره
حزب کارگران کره (به کره‌ای: 조선노동당) حزب بنیادی کره شمالی، و بزرگترین حزب دارای نمایندگی در مجمع عالی خلق است. این حزب تنها حزب حاکم در کره شمالی است گرچه به‌طور نامی دوژور با دو حزب قانونی دیگر همزیستی داشته و تشکیل جبهه دمکراتیک برای اتحاد مجدد سرزمین پدری را می‌دهد، که تنها وسیله‌ای برای این است که به‌طور تصنعی در نگاه شهروندان و خارجی‌ها دموکراسی به نظر برسد. این حزب در سال ۱۹۴۹ در نتیجه ادغام حزب کارگران کره شمالی و حزب کارگران کره جنوبی تشکیل شد.
این حزب بر اساس ده اصل برای ایجاد یک سیستم ایدئولوژیک یکپارچه و جوچه نظام و تئوری طرح شده از سوی کیم یونگ-جو و کیم جونگ-ایل سازمان یافته‌است. گرچه از لحاظ سازمان دهی حزب کارگران در تئوری مشابه دیگر احزاب کمونیست است، در عمل نهادسازی آن بسیار کمتر است و سیاست غیررسمی نقشی بیش از حد معمول در آن ایفا می‌کند. نهادهایی چون کمیته مرکزی حزب کارگران کره، «دفتر اجرایی سیاستگذاری»، «کمیسیون مرکزی نظامی»، «پلیتبورو» و هیئت رئیسه نقشی بسیار کمتر از آنچه طبق منشور حزب به آنان اعطا شده دارند که در عمل چیزی بیش از یک سند نامی نیست. کیم جونگ-اون رهبر کنونی حزب است که به عنوان دبیر اول و رئیس هیئت مدیره فعالیت می‌کند.